# محمد سوسدي
محمد سوسدي، هو مغنٍ ومسرحي وزجّال مغرب يغنى مع في فرقة لمشاهب، ولد سنة 1952 (توفي 17 كانون الثاني\يناير 2012) ، كان أحد أعضاء أهم الفرق المغربية "فرقة لمشاهب"، التي ظهرت سنة 1972، وقدمت مجموعة من الأغاني كانت الأكثر شعبية.

## البدايات الفنية
بدأ محمد سوسدي مشواره الفني سنة 1968، حيت مارس التمثيل مع مسرح الخلود بالحي المحمدي، حيث شارك في العديد من العروض الجيدة التي لاقت استحسانا من طرف الجمهور من بينها مسرحية «البطالة» ومسرحية «الجاسوس» في سن لم يجاوز الثماني عشرة سنة، بعدها انضم إلى مجموعة حسن السوداني حيث كان يؤدي مقاطع من الموسيقى الهندية وسط المشاهد المسرحية، وكانت هذه المقاطع تجد تجاوبا كبيراً من قبل الجمهور.
في سنة 1969، حصل السوسدي على جائزة أحسن صوت، عن أدائه لأغنية” دوستي” بالهندية، في برنامج المسابقات التلفزيوني “الوقت الثالث”. والتحق بعد ذلك بمسرح الطيب الصديقي وشارك معه في العديد من الأعمال المسرحية، إلى غاية سنة 1972.

## مسيرته والقابه
يسميه الكثيرون "عندليب لمشاهب" قثد أتحف محمد سوسدي الجمهور المغربي بالعديد من الأغاني الجميلة والهادفة، والتي تطرقت لمواضيع اجتماعية ووطنية وعربية ومنها: أغنية “فلسطين” و”الغادي بعيد” و”الليل” و”طبايع الناس” و”بغيت بلادي” و”داويني”, ، أعتبر محمد البختي الرئيس المؤسس لمجموعة “لمشاهب”، أن محمد سوسدي عنصر هام وركيزة أساسية في مجموعة “لمشاهب”. وظل صوت السوسدي متميزا حيث أحرز من خلال مشاركة فردية بموسكو على جائزة أحسن صوت في إحدى المسابقات الفنية، التي شارك فيها فنانون عالميون، حيث أدى أغنية “حمودة”